# Juliette Kemppi
Juliette Mikaela Kemppi (* 14. Mai 1994 in Kaarina) ist eine finnische Fußballspielerin. Die Stürmerin steht seit 2022 beim schwedischen Erstligisten IFK Kalmar unter Vertrag und spielte 2014 erstmals für die finnische Nationalmannschaft.

## Karriere

### Vereine
Kemppi bestritt 2010 drei Wochen vor ihrem 16. Geburtstag ihr erstes Spiel in der Naisten Liiga für  Turku PS. Sie stand im zweiten Saisonspiel in der Startelf und erzielte gegen den FC Honka Espoo in der 17. Minute das erste Tor des Spiels, musste sich am Ende aber mit ihrer Mannschaft mit 1:5 geschlagen geben. Es war ihr erstes von zwei Spielen über 90 Minuten in der Saison, zudem wurde sie achtmal aus- und siebenmal eingewechselt und erzielte noch zwei weitere Tore. In den beiden folgenden Spielzeiten hatte sie je 22 Einsätze, konnte aber nur noch ein Tor erzielen. Zur Saison 2013 wechselte sie zu Åland United, erzielte dort in 23 Spielen zwölf Tore und gewann ihre bis heute einzige Meisterschaft. In der folgenden Saison gelangen ihr sogar 14 Tore – soviele wie danach noch nicht wieder. Den Meistertitel konnten sie aber nicht verteidigen. Zwar lagen sie nach der regulären Punktspielrunde auf dem ersten Platz, in der Finalrunde wurden sie aber noch von PK-35 Vantaa auf Platz 2 verwiesen.

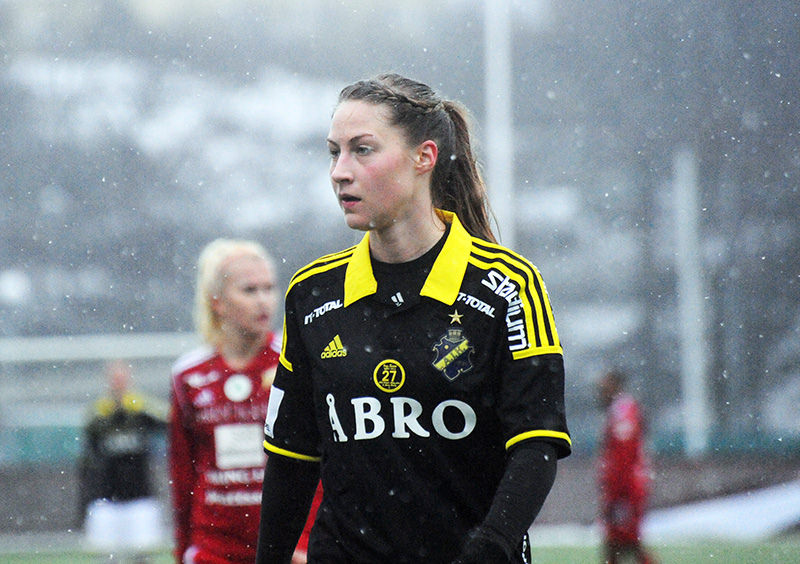
Juliette Kemppi im Januar 2015 bei einem Spiel für AIK Solna

Zur Saison 2015 wechselte sie über die Ostsee in die Damallsvenskan zu AIK Solna. In 17 Spielen gelang ihr nur ein Tor und am Ende der Saison musste AIK als Tabellenletzter absteigen. Sie wechselte daraufhin zum skandinavischen Nachbarn und spielte in der Toppserien für Kolbotn IL. In der ersten Saison gelangen ihr in 22 Spielen sechs Tore. Nach dem vierten Platz 2016 konnte 2017 als Drittletzter knapp der Abstieg vermieden werden, Kemppi wechselte darauf zum Meister Lillestrøm SK Kvinner. Dort kam sie aber nur zu einem Startelfeinsatz, der aber auch nach 79 Minuten beendet war. In neun weiteren Spielen wurde sie eingewechselt. Sie wechselte daher noch in der laufenden Saison über die Mordsee zu Bristol City in die FA Women’s Super League. Die Saison endete für sie und Bristol auf dem sechsten Platz. Es folgte ein erneuter Wechsel zum neu gegründeten Zweitligisten London City Lionesses. Die erste Saison beendeten die Lionesses auf dem vierten Platz. Auch in der Saison 2020/21 gelang der Aufstieg nicht. Zur Saison 2021 wechselte sie zu Växjö DFF in die Damallsvenskan. Sie kam in zehn Ligaspielen zum Einsatz und erzielte ein Tor, stieg mit dem Verein am Saisonende aber ab. Zur Saison 2022 wechselte sie zum Liganeuling IFK Kalmar.

### Nationalmannschaft
Kemppi hatte in der erfolglos verlaufenen Qualifikation für die U-17-Fußball-Europameisterschaft der Frauen 2011 sechs Einsätze und erzielte dabei zwei Tore. Erfolgreicher verlief die Qualifikation für die U-19-Fußball-Europameisterschaft der Frauen 2013. Sie kam wieder in allen sechs Spielen zum Einsatz und half mit vier Toren die Endrunde zu erreichen. Dort konnte sie in den Spielen gegen Deutschland und Schweden jeweils die gegnerische Führung ausgleichen. Nur beim einzigen Sieg, dem 1:0 gegen Norwegen, und bei der 0:4-Niederlage im Halbfinale gegen England konnte sie kein Tor erzielen. Durch den Halbfinaleinzug hatten sich die Finninnen aber bereits für die U-20-Fußball-Weltmeisterschaft der Frauen 2014 in Kanada qualifiziert, für die dann auch Kemppi nominiert wurde. Sie kam in den drei Gruppenspielen zum Einsatz und erzielte bei den Niederlagen gegen Ghana (1:2) und Kanada (2:3) die Tore für ihre Mannschaft. Da sie auch gegen Nordkorea verloren, schieden sie mit drei Niederlagen nach den Gruppenspielen aus.
Bereits im September 2013 war sie für ein WM-Qualifikationsspiel gegen Österreich nominiert worden, ihr erstes Länderspiel für die finnische Frauen-Nationalmannschaft bestritt sie aber erst am 5. April 2014 gegen Ungarn, wobei sie beim 4:0-Sieg in Győr über 90 Minuten mitwirkte. Fünf Tage später erzielte sie beim Rückspiel, das ebenfalls mit 4:0 gewonnen wurde, ihr erstes A-Länderspieltor zum 2:0-Zwischenstand, wurde aber nach einer Stunde ausgewechselt. Es folgten drei weitere Einsätze in der Qualifikation. Im letzten Spiel brachte sie ihre Mannschaft zwar gegen die bereits für die WM qualifizierten Französinnen mit 1:0 in Führung, am Ende verloren sie aber mit 1:3 und wurden dadurch nur Dritte. Mit einem Sieg hätten sie noch die Play-offs der Gruppenzweiten erreicht.
In der ebenfalls misslungenen Qualifikation für die Qualifikation für die EM 2017  hatte sie nur drei Kurz-Einsätze von insgesamt 58 Minuten. Durch eine 2:3-Niederlage gegen Portugal, bei der sie nur auf der Bank saß, verpassten die Perleneulen die Playoffs der Gruppenzweiten und damit als einziger Teilnehmer von 2013 die Endrunde. In der auch wieder misslungenen Qualifikation für die WM 2019  wurde sie je dreimal ein- und ausgewechselt. Im Februar 2021 qualifizierten sich die Finninnen dann wieder für eine Endrunde. In der Qualifikation hatte sie fünf Kurzeinsätze von insgesamt 116 Minuten und erzielte im letzten Spiel gegen Zypern in der Nachspielzeit zum Finish das letzte finnische Tor der Qualifikation zum 5:0-Endstand. In den ersten sechs Spielen der Qualifikation für die WM 2023 hatte sie nur zwei Kurzeinsätze beim 2:1-Sieg gegen die Slowakei und beim 6:0 gegen Georgien. Am 9. Juni 2022 wurde sie für die EM-Endrunde nominiert.

## Erfolge
Åland United 
- Finnische Meisterin 2013